# Knjige u 2016.
◄◄ | ◄ | 2013. | 2014. | 2015. | 2016.  | 2017. | 2018. | 2019. | ► | ►►
Arhitektura • Astronautika • Astronomija • Biologija • Film • Fotografija • Glazba • Kazalište • Kemija • Kiparstvo • Knjige • Književnost • Kršćanstvo • Meteorologija • Medicina • Planinarstvo • Politika • Pravo • Promet • Slikarstvo • Strip • Šport • Televizija • Znanost • Zrakoplovstvo • Željeznički promet
Knjige u 2016.

## Svijet
- My Inventions, Nikola Tesla. Izdavač: Akademska knjiga. Mjesto izdavanja: Novi Sad. Broj stranica: 170

## Hrvatska i u Hrvata

### 1, 2, 3, ...
- 18% sivo, Zaharij Karabašliev. Prevoditelj: Ksenija Banović. Nakladnik: Hena com. Broj stranica: 316. Beletristika. ISBN 978-953-259-134-7

### A
- Al’ povijesti nije kraj, Claudio Magris. Prevoditelj: Liljana Avirović. Nakladnik: Fraktura. Broj stranica: 288. Publicistika. ISBN 978-953-266-684-7
- Alkibijad, Platon. Prevoditelj: Ninoslav Zubović. Nakladnik: Sandorf. Broj stranica: 148. Filozofija i religija. ISBN 978-953-771-586-1
- Alkibijad Veliki, Vera Mutafčieva. Prevoditelj: Ksenija Banović. Nakladnik: Sandorf. Broj stranica: 390. Povijesni romani. ISBN 978-953-771-576-2
- Antigona, Slavoj Žižek. Prevoditelj: Patricija Vodopija. Nakladnik: Fraktura. Broj stranica: 96. Drame. ISBN 978-953-266-692-2
- Antologijske drame, Ivo Štivičić. Nakladnik: Hena com. Broj stranica: 356. Drame. ISBN 978-953-259-122-4
- Arhetip, M. D. Waters. Prevoditelj: Duška Gerić Koren. Nakladnik: Naklada Ljevak. Broj stranica: 352. Horor, fantastika i SF. ISBN 978-953-303-895-7
- Azijada, Pierre Loti. Prevoditelj: Sanja Šoštarić. Nakladnik: Disput. Broj stranica: 200.  Beletristika. ISBN 978-953-260-274-6

### B
- Balkanski eseji, Hubert Butler. Prevoditelj: Hana Dvornik, Srđan Dvornik. Nakladnik: Fraktura. Broj stranica: 512. Povijest i politika. ISBN 978-953-266-792-9
- Balade o teškim vremenima, Yuri Herrera. Prevoditelj: Željka Somun. Nakladnik: Fraktura. Broj stranica: 272. Beletristika. ISBN 978-953-266-721-9
- Beara, Ivica Đikić. Nakladnik: Naklada Ljevak. Broj stranica: 248. Beletristika. ISBN 978-953-303-890-2
- Berlin - Pariz, Irena Lukšić, Nakladnik: Disput. Broj stranica: 104. Beletristika. ISBN 978-953-260-269-2
- Bespomoćnost, Inês Pedrosa. Prevoditelj: Tanja Tarbuk. Nakladnik: OceanMore. Broj stranica: 208. Beletristika. ISBN 978-953-332-034-2
- Bezdan, Josip Mlakić. Nakladnik: Fraktura. Broj stranica: 208.  Beletristika. ISBN 978-953-266-810-0
- Bijela božica, Robert Graves. Prevoditelj: Dinko Telećan. Nakladnik: Sandorf. Broj stranica: 732.  Književna teorija i kritika. ISBN 978-953-771-591-5
- Biljar u Dobrayu, Dušan Šarotar. Prevoditelj: Jagna Pogačnik. Nakladnik: Fraktura. Broj stranica: 288. Beletristika. ISBN 978-953-266-786-8
- Bog mi je svjedok, Makis Tsitas. Prevoditelj: Irena Gavranović Lukšić. Nakladnik: OceanMore. Broj stranica: 208. Beletristika. ISBN 978-953-332-043-4
- Boginje sa Žítkove, Kateřina Tučková. Prevoditelj: Branka Čačković. Nakladnik: Fraktura. Broj stranica: 400. ISBN 978-953-266-687-8
- Bolest svijeta, Tatjana Gromača. Nakladnik: Sandorf. Broj stranica: 160.  Beletristika. ISBN 978-953-771-588-5
- Bornholm, Bornholm, Hubert Klimko-Dobrzaniecki. Prevoditelj: Emilio Nuić. Broj stranica: 290. Beletristika. ISBN 978-953-259-126-2
- Brašno u venama, Igor Štiks. Nakladnik: Fraktura. Broj stranica: 176. Beletristika. ISBN 978-953-266-705-9
- Buđenje boginje, Daniela Uzelac. Nakladnik: Beletra. Broj stranica: 200. Duhovna literatura i Self-Help. ISBN 978-953-59185-1-6

### C
- Charlotte, David Foenkinos. Prevoditelj: Marija Paprašarovski. Nakladnik: Vuković & Runjić. Broj stranica: 240.  Beletristika. ISBN 978-953-286-155-6
- Ciganin, ali najljepši, Kristian Novak. Nakladnik: OceanMore. Broj stranica: 400. Beletristika. ISBN 978-953-332-049-6
- Crna kao ebanovina, Salla Simukka. Prevoditelj: Jana Merlin. Nakladnik: Znanje. Broj stranica: 184. Literatura za mlade, Krimići i trileri. ISBN 978-953-343-310-3
- Crna limfa/Zeleno srce: Alternativni leksikon duše, Željka Matijašević. Nakladnik: Durieux. Broj stranica: 193. Eseji, Psihologija. ISBN 978-953-188-440-2
- Crvena poštanska kočija, Gyula Krúdy. Prevoditelj: Kristina Katalinić. Nakladnik: Disput. Broj stranica: 220. Beletristika. ISBN 978-953-260-273-9
- Crvene usnice, Manuel Puig. Prevoditelj: Duška Gerić Koren. Nakladnik: Hena com. Broj stranica: 256. Beletristika. ISBN 978-953-259-146-0

### L
- Leksikon YU filma, Nenad Polimac. Nakladnik: Naklada Ljevak. Broj stranica: 360. Enciklopedije i leksikoni, Glazba, kazalište i film. ISBN 978-953-303-881-0

### Lj
- Ljudi od voska, Mate Matišić. Nakladnik: Hrvatski centar ITI. Broj stranica: 144.  Drame. ISBN 978-953-634-371-3

### N
- Numerologija, Nikola Đurđević. Izdavač: Harša. Broj stranica: 409. ISBN 9789537907341

### O
- Ono što ostaje, uvijek ljubav je, Ivana Plechinger. Izdavač: Naklada Ljevak. Broj stranica: 160. ISBN 9789533039138
- Osnovni principi slobodne volje, Kristijan Kolega. Izdavač: Omega lan. Broj stranica: 102. ISBN 9789537764135
- Otkrivenja o zdravlju s neba i zemlje, Tommy Rosa, Dr. Stephen Sinatra. Izdavač: Teledisk d.o.o. Broj stranica: 233. ISBN 978-953-7903-27-5
- Ovdje nismo slučajno - moć koincidencija, Marco Cesati Cassin. Izdavač: Sandorf. Broj stranica: 162. ISBN 9789537764128

### P
- Pjevač u noći, Olja Savičević Ivančević, Nakladnik: Sandorf. 152 str., ISBN 9789537715922
- Prirodno mladi, Roxy Dillon. Izdavač: Planetopija. Broj stranica: 232. ISBN 9789532573404

### S
- Sjenovita međa IV. dio - Sjenovito srce, Tad Williams. Prevela: Tajana Pavičević. Izdavač: ALGORITAM, ZAGREB. ISBN 978-953-316-699-5
- Skrivena moć vaših prošlih života, Sandra Anne Taylor. Izdavač: V.B.Z. Broj stranica: 266. ISBN 9789533047713
- Stepenice do neba, Ivana Adlešić Pervan. Izdavač Školska knjiga 2016. ISBN 978-953-0-61666-0

### Š
- Špilja u snijegu, Vicki Mackenzie, Prevoditelj: Petar Softa. Izdavač: Naklada Ljevak. Broj stranica: 264. ISBN 9789533038698

### T
- Tri zime, Tena Štivičić. Nakladnik: Hena com. Broj stranica: 160.  Drame. ISBN 978-953-259-130-9

### U
- Uvod u primijenjeno kazalište: Čije je kazalište? Darko Lukić. Nakladnik: Leykam international. Broj stranica: 328. Društvene znanosti. ISBN 978-953-340-037-2

### V
- Vilijun, Jasna Horvat, Nakladnik: Naklada Ljevak. Broj stranica: 223. Beletristika. ISBN 978-953-303-887-2

### Z
- Zločin, Orhan Kemal. Prevoditelj: Dunja Novosel. Nakladnik: Hena com. Broj stranica: 472. Povijesni romani. ISBN 978-953-259-150-7

### Ž
- Živjeti s nadnaravnim bićima, Luka Šešo. Izdavač: Jesenski i Turk. Broj stranica: 295. ISBN 9789532227772
- Živjeti u srcu, Drunvalo Melchizedek. Izdavač: Harša. Broj stranica: 147. ISBN 9789537907389

## Vanjske poveznice
|  | Zajednički poslužitelj ima još gradiva o temi Knjige iz 2016. |